# كريس ميرفي (مغني)
كريس ميرفي (بالإنجليزية: Chris Murphy)‏ هو مغني ومغن مؤلف أسترالي، ولد في 25 مارس 1976.

## وصلات خارجية
- كريس ميرفي على موقع ميوزك برينز (الإنجليزية)
- كريس ميرفي على موقع ميوزك برينز (الإنجليزية)